# Zoeterwoude
Zoeterwoude é um município dos Países Baixos, situado na província da Holanda do Sul. Tem 21,96 km² de área e sua população em 2020 foi estimada em 8.759 habitantes.